# FC Utrecht in het seizoen 2009/10 (vrouwen)
Het seizoen 2009/2010 is het 3e jaar in het bestaan van de Utrechtse vrouwenvoetbalclub FC Utrecht. De club kwam uit in de Eredivisie en heeft deelgenomen aan het toernooi om de KNVB beker.

## Wedstrijdstatistieken

### Eredivisie
|       | AZ    | ADO Den Haag | Willem II | FC Twente | sc Heerenveen |
| ----- | ----- | ------------ | --------- | --------- | ------------- |
| Thuis | 0 – 1 | 1 – 0        | 1 – 2     | 1 – 1     | 4 – 1         |
| Uit   | 1 – 0 | 1 – 0        | 0 – 3     | 2 – 1     | 0 – 1         |
|       |       |              |           |           |               |
| Thuis | 0 – 2 | 0 – 1        | 1 – 0     | 1 – 1     | 1 – 2         |
| Uit   | 3 – 0 | 3 – 0        | 1 – 1     | 1 – 0     | 2 – 1         |

### KNVB beker
| 2e ronde                                     | Oranje Nassau Groningen | 0 – 6 (0 – ?)                   | FC Utrecht                                                                    |  |
| Plaats: Groningen Sportpark Coendersborg     |                         |                                 | Onbekend                                                                      |  |
| Achtste finale                               | RKTSV                   | 1 – 3 (? – ?)                   | FC Utrecht                                                                    |  |
| Plaats: Terwinselen Sportpark Seghemanstraat | Onbekend                |                                 | Onbekend                                                                      |  |
| Kwartfinale                                  | VV Reiger Boys          | 0 – 3 (0 – 2)                   | FC Utrecht                                                                    |  |
| Plaats: Utrecht Sportcomplex Zoudenbalch     |                         |                                 | 18' Petra Hogewoning 30' Shanice van de Sanden 75' Manon van den Boogaard (p) |  |
| Halve finale                                 | Willem II               | 0 – 0 (0 – 0, 0 – 0) 2 – 3 n.s. | FC Utrecht                                                                    |  |
| Plaats: Tilburg Koning Willem II-stadion     |                         |                                 |                                                                               |  |
| Finale                                       | Ter Leede               | 0 – 3 (0 – 1)                   | FC Utrecht                                                                    |  |
| Plaats: Noordwijk Sportpark Duinwetering     |                         |                                 | 30' Manon van den Boogaard 62' Monique van Veen 90+4' Mandy Versteegt         |  |

## Statistieken FC Utrecht 2009/2010

### Eindstand FC Utrecht Vrouwen in de Eredivisie 2009 / 2010
| Stand | Gespeeld | Gewonnen | Gelijk | Verloren | Punten | Doelpunten voor | Doelpunten tegen | Gele kaarten | Rode kaarten |
| ----- | -------- | -------- | ------ | -------- | ------ | --------------- | ---------------- | ------------ | ------------ |
| 5e    | 20       | 5        | 3      | 12       | 18     | 17              | 25               | 9            | 0            |

### Topscorers
| #      | Naam                       | Goal |
| ------ | -------------------------- | ---- |
| 1.     | Manon van den Boogaard     | 4    |
| 2.     | Monique van Veen           | 3    |
| 2.     | Lisanne Vermeulen          | 3    |
| 2.     | Mandy Versteegt            | 3    |
| 3.     | Anouk Hoogendijk           | 1    |
| 3.     | Roos Kwakkenbos            | 1    |
| 3.     | Tessa Oudejans             | 1    |
| 3.     | Priscilla van Schuilenburg | 1    |
| Totaal | Totaal                     | 17   |

| #      | Naam                           | Goal |
| ------ | ------------------------------ | ---- |
| 1.     | Manon van den Boogaard         | 2    |
| 2.     | Petra Hogewoning               | 1    |
| 2.     | Shanice van de Sanden          | 1    |
| 2.     | Monique van Veen               | 1    |
| 2.     | Mandy Versteegt                | 1    |
| –      | Onbekend (Tegen Oranje Nassau) | 6    |
| –      | Onbekend (Tegen RKTSV)         | 3    |
| Totaal | Totaal                         | 15   |

### Kaarten
| #      | Naam                       |   |
| ------ | -------------------------- | - |
| 1.     | Tula de Wit                | 2 |
| 2.     | Manon van den Boogaard     | 1 |
| 2.     | Anouk Hoogendijk           | 1 |
| 2.     | Lesley Landweer            | 1 |
| 2.     | Tessa Oudejans             | 1 |
| 2.     | Priscilla van Schuilenburg | 1 |
| 2.     | Lisanne Vermeulen          | 1 |
| 2.     | Renee de Vries             | 1 |
| Totaal | Totaal                     | 9 |

| #      | Naam        |   |
| ------ | ----------- | - |
| –      | Geen speler | 0 |
| Totaal | Totaal      | 0 |

| #      | Naam        |   |
| ------ | ----------- | - |
| –      | Geen speler | 0 |
| Totaal | Totaal      | 0 |